# Mandriola

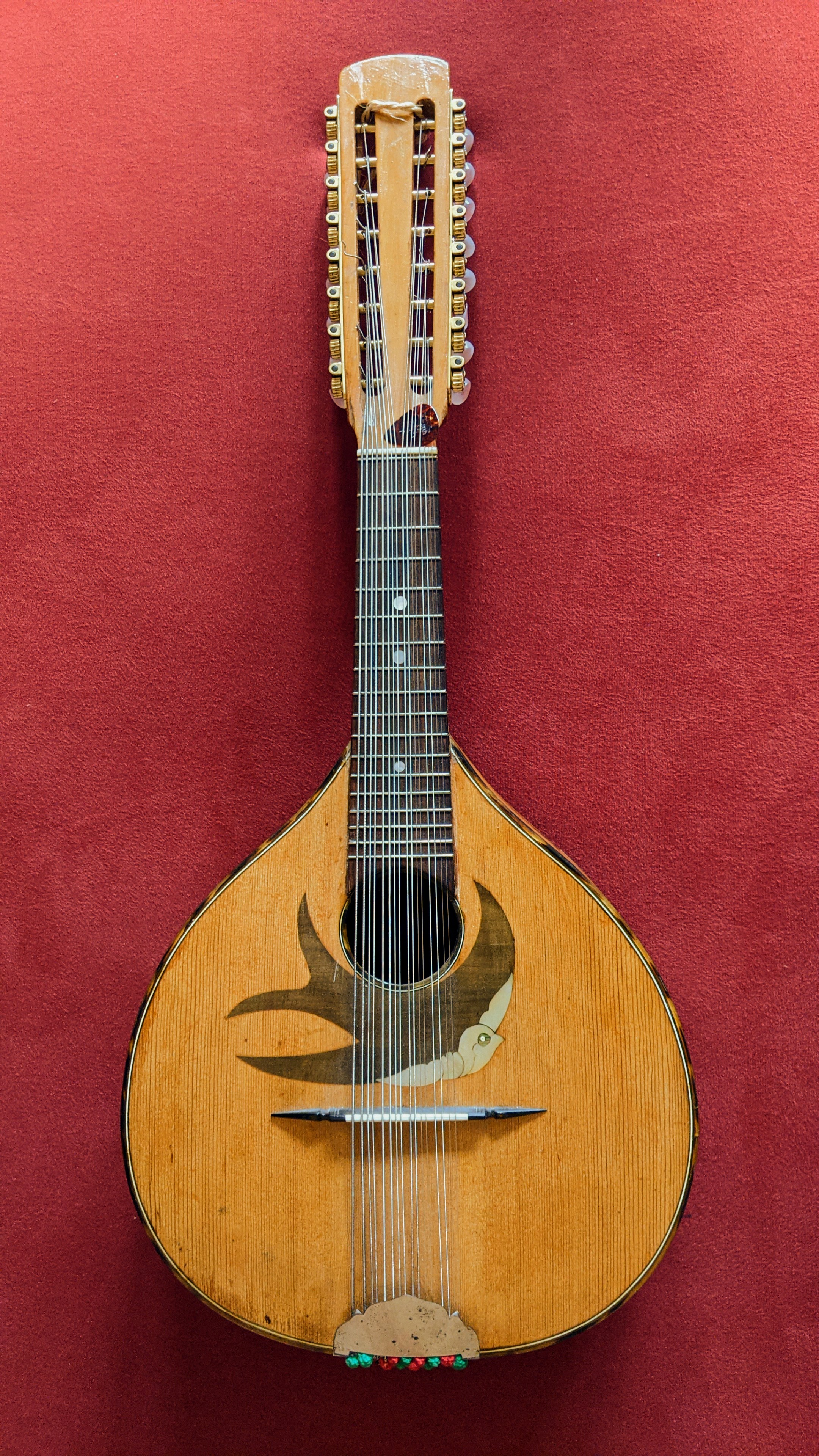
Mandriola mit 16 Saiten, Deutschland, um 1930

Die Mandriola ist ein Zupfinstrument, das der neapolitanischen Mandoline ähnelt. Anders als diese hat sie aber drei statt zwei Saiten pro Chor und ist meist als Flachmandoline gebaut. Die Stimmung entspricht der Mandoline, jedoch ist meistens eine Saite pro Chor eine Oktave tiefer gestimmt (e"e"e'-a'a'a-d'd'd-ggG). Zuweilen gibt es auch Mandriolen mit vier Saiten pro Chor, für einen noch volleren Klang.  
Das Instrument war vor allem in Deutschland verbreitet und stammt vom Anfang des 20. Jahrhunderts. Damals war die Familie der Mandolineninstrumente bei Laienmusikern und in Zupforchestern aus dem Umfeld des Wandervogels und der Bündischen Jugend sehr beliebt. 
Instrumente, die eine bauchige neapolitanische Bauweise haben, werden auch als sizilianische Mandolinen (Mandolino siciliano) bezeichnet.